# Powerhouse (låt)
Powerhouse är en instrumental låt av Raymond Scott som skrevs år 1937. 
Powerhouse består av två olika delar. Den första, som ofta kallas "Powerhouse A", är snabb och brukar användas i snabba scener och biljakter."Powerhouse B" är långsammare och förekommer i fabriksscener för att visualisera ett löpande band. Den används även som bakgrundsmusik till Rube Goldberg-maskiner. De spelas i ordningen A-B-A.